# سوتلی (استان ساراتوف)
سوتلی (انگلیسی: Svetly, Saratov Oblast) یک شهرک در استان ساراتوف کشور روسیه است.